# Hudiksvallsfjärden
Hudiksvallsfjärden är en havsvik i Hudiksvalls kommun i Gävleborgs län. Fjärden avgränsas av fastlandet i norr, syd och väst samt Bottenhavet i sydöst. Längst in i fjärdens västra ände är tätorten Hudiksvall belägen. Sjön Lillfjärden avvattnas av Hornån som går genom Hudiksvalls centrum och har sitt utlopp i Hudiksvallsfjärden. Utmed fjärden ligger även tätorterna Maln, Saltvik och Lingarö. I Maln finns en vidsträckt badstrand, Malnbaden, som är ett populärt besöksmål under sommaren. 
Fjärden har en yta av 25 km2, en längd på cirka 10 km och en maximal bredd på cirka 4 km. Dess ekologiska status är måttlig och dess kemiska status uppnår ej god.